# Morasverdes
Morasverdes è un comune spagnolo di 414 abitanti situato nella comunità autonoma di Castiglia e León.
- morasverdes.com:Orígenes de Morasverdes, leyendas y misterios, su morasverdes.com. URL consultato il 14 marzo 2007 (archiviato dall'url originale il 21 maggio 2012).
- elpelos.com:Morasverdes y sus gentes, su elpelos.com. URL consultato il 25 febbraio 2007 (archiviato dall'url originale il 28 settembre 2007).